# Boris Johnson
Alexander Boris de Pfeffel Johnson, més conegut com a Boris Johnson (Nova York, 19 de juny de 1964) és un polític britànic, líder del Partit Conservador i primer ministre del Regne Unit des del juliol de 2019 fins al 2022. Ha sigut parlamentari per Uxbridge and South Ruislip des del 2015, havent sigut anteriorment parlamentari per Henley del 2001 al 2008. Va ser alcalde de Londres del 2008 al 2016 i secretari d'Estat d'Afers Exteriors del 2016 al 2018. Johnson es defineix com a conservador one-nation.
Nat a Nova York, de progenitors de classe benestant britànics, Johnson rebé la seva educació a la European School, Brussels I, Ashdown House i Eton College. Va estudiar Estudis Clàssics a Balliol College, Oxford, on fou elegit president de l'Oxford Union el 1986. Començà una carrera periodística al The Times però va ser acomiadat per falsificar una citació. Aleshores esdevingué corresponsal a Brussel·les pel The Daily Telegraph, on publicà articles que exerciren una forta influència euroescèptica en la dreta britànica. Va ser ajudant de l'editor del Telegraph del 1994 al 1999, i edità The Spectator del 1999 al 2005. Fou elegit parlamentari per Henley el 2001 i va estar al govern a l'ombra amb els líders conservadors Michael Howard i David Cameron. Es va mantenir fidel a la línia del partit però va adoptar posicions més liberals en temes socials com ara en drets dels homosexuals en votacions parlamentàries.
Elegit candidat conservador per les eleccions a l'alcaldia de Londres de 2008, Johnson va derrotar l'aleshores alcalde laborista Ken Livingstone i va dimitir de la Cambra dels Comuns. Durant el seu primer mandat, va prohibir el consum d'alcohol en la majoria del transport públic de la capital i va implementar els nou busos New Routemaster, el sistema de lloguer de bicicletes i el telefèric del Tàmesi. El 2012 va ser reelegit contra Ken Livingstone. Durant el seu segon mandat, va supervisar els Jocs Olímpics d'Estiu de 2012. El 2015 va ser escollit parlamentari per Uxbridge and South Ruislip, i va dimitir d'alcalde l'any següent. El 2016 Johnson es va convertir en una de les figures destacades de la campanya guanyadora Vote Leave, a favor de la sortida del Regne Unit de la Unió Europea. Va ser nomenat secretari d'Estat d'Afers Exteriors i del Commonwealth per Theresa May, però dimití al cap de dos anys en protesta per la gestió del Brexit i l'Acord de Chequers. Després de la dimissió de May el 2019, va ser elegit líder dels conservadors i nomenat primer ministre. La pròrroga del Parlament de setembre de 2019 va ser declarada il·legal per la Cort Suprema. En les eleccions generals de 2019, Johnson va aconseguir la victòria del Partit Conservador més àmplia des de 1987, i el major percentatge de sufragis de cap partit des del 1979. El Regne Unit va sortir de la Unió Europea amb les condicions de l'acord de sortida revisat.

## Vida primerenca

### Infantesa: 1964-1977
Johnson va néixer el 19 de juny de 1964 a l'Upper East Side de Manhattan, a la ciutat de Nova York, fill de Stanley Johnson, un anglès de 23 anys que estudiava economia a la Universitat de Colúmbia, i Charlotte Fawcett, una artista de 22 anys nascuda a Oxford en el si d'una família d'intel·lectuals liberals i filla de l'advocat James Fawcett. Els seus pares es van casar el 1963 abans de traslladar-se als Estats Units, on vivien just davant de l'hotel Chelsea. El setembre de 1964 van retornar a Anglaterra per tal que Charlotte pogués estudiar a la Universitat d'Oxford; durant aquest període van viure amb el seu fill a Summertown, un suburbi d'Oxford, i el 1965 va néixer la seva filla Rachel. El juliol de 1965 la família es va traslladar a Crouch End (North London), i el febrer de 1966 es van re-localitzar a Washington DC, on Stanley havia aconseguit una feina al Banc Mundial. Un tercer fill, Leo, va néixer el setembre de 1967. Stanley va aconseguir feina en una comissió de polítiques de control de població i el juny es va traslladar amb la família a Norwalk (Connecticut).

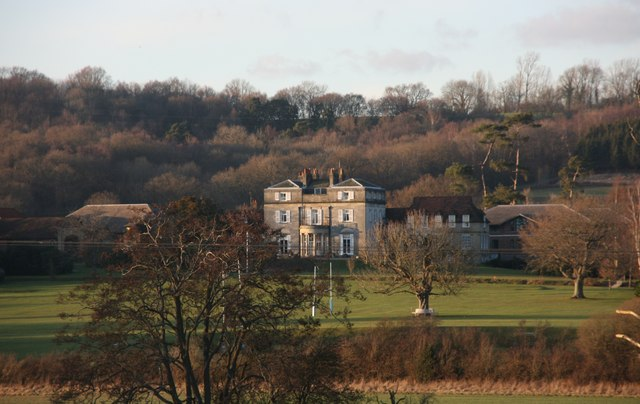
Escola preparatòria d'Ashdown House (East Sussex), on Johnson assistí de 1975 a 1977.

El 1969 la família va tornar a Anglaterra i es va establir en una granja de l'oest de Nethercote, prop de Winsford (Somerset), la casa familiar remota de Stanley a Exmoor al West Country. Allà Johnson va agafar experiència en caça de guineus. Stanley estava absent regularment de Nethercote i deixava que la seva esposa criés Johnson, amb l'ajuda d'au-pairs. Quan era petit, Johnson era quiet i estudiós i patia de sordesa, cosa que va fer que s'operés més d'un cop. Ell i els seus germans van rebre encoratjament per apuntar-se a activitats d'alta cultura des de petits, amb un èmfasi especial en el valor dels grans assoliments; la primera ambició registrada de Johnson era la de ser «rei del món». Atès que no tenia cap o pocs amics tret dels seus germans, els germans es van tornar molt units.
A finals de 1969, la família es va traslladar a Maida Vale, a l'oest de Londres, mentre que Stanley va començar recerca postdoctoral a la London School of Economics. El 1970 Charlotte i els nens van tornar per poc temps a Nethercote abans de tornar a Londres per establir-se a Primrose Hill. El quart fill (tercer nen), Joseph, va néixer a finals de 1971.
Després que Stanley s'assegurés una feina a la Comissió Europea es va traslladar amb la família a Uccle (Brussel·les, Bèlgica) l'abril de 1973, on Johnson va aprendre el francès. Charlotte va patir una crisi nerviosa i va ser hospitalitzada amb depressió clínica; Johnson i els seus germans van ser enviats de tornada a Anglaterra per anar a un internat a East Sussex. Allà Johnson va desenvolupar una passió pel rugbi i va excel·lir en grec antic i llatí, però li va horroritzar que els professors fessin servir els càstigs corporals. Mentrestant, la relació dels seus pares es va trencar el desembre de 1978; es van divorciar el 1980 i Charlotte va anar a viure a Notting Hill (oest de Londres) en un pis, on també hi havia els seus fills la major part del temps.

### Eton i Oxford: 1977-1987

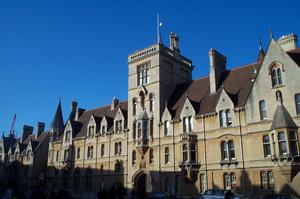
Johnson va estudiar clàssica a Balliol College (Oxford)

Johnson va guanyar una beca King's per estudiar a Eton College, l'internat independent d'elit a prop de Windsor (Berkshire). Hi arribà al semestre de tardor de 1977, i va començar a utilitzar el nom de Boris en comptes d'Alex, i a desenvolupar "la imatge d'anglès excèntric" que el faria famós. Va abandonar el catolicisme matern, es feu anglicà, i s'uní a l'Església d'Anglaterra. Els informes escolars es queixaven de la seva mandra, complaença i falta de puntualitat, però era popular i conegut a Eton. Els seus amics eren majoritàriament de les riques classe mitjana alta i alta, els seus millors amics d'aleshores eren Darius Gruppy i Charles Spencer, que també anaren amb ell a Oxford i amb els quals mantindrà l'amistat durant la vida adulta. Johnson va destacar en anglès i clàssica, guanyà premis en aquestes matèries, i es va convertir en secretari de la societat de debats de l'escola, així com en editor del diari de l'escola, The Eton College Chronicle. A finals de 1981, va ser elegit membre de Pop, el grup reduït, d'elit auto-elegida i glamurós de prefectes. Això va ser un punt de rivalitat amb David Cameron, que no va aconseguir entrar-hi. Després de deixar Eton, Johnson va agafar un any sabàtic a Austràlia, on va ensenyar anglès i llatí a Timbertop, un campus de Geelong Grammar, un internat independent d'elit, inspirat en Outward Bound.
Johnson va guanyar una beca per estudiar Literae Humaniores a Balliol College (Oxford), un curs de quatre anys per estudiar clàssica, literatura antiga i filosofia clàssica. S'hi va matricular a finals de 1983, va ser part de la generació de graduats d'Oxford que acabaria dominant la política i mitjans de comunicació britànics de la segona dècada del segle XXI; entre els quals David Cameron, William Hague, Michael Gove, Jeremy Hunt i Nick Boles, que acabarien essent polítics conservadors de primera línia. A la universitat, va jugar a rugbi pel Balliol i es relacionava primàriament amb els Old Etonians. Es va unir al Bullingdon Club dominat per Old Etonians, una societat exclusiva de beure notòria pels actes de vandalisme, cosa de la qual cosa se'n penediria més tard. Anys més tard, una fotografia de grup on hi apareixia ell amb Cameron en vestit formal tindria una cobertura mediàtica negativa. Va festejar amb Allegra Mostyn-Owen, una estudiant popular i glamurosa de la seva mateixa classe social; amb la qual es va comprometre mentre estudiaven a la universitat.
Johnson era popular i conegut a Oxford. Amb Guppy, va coeditar la revista satírica de la universitat, Tributary. El 1984, Johnson va ser elegit secretari de l'Oxford Union, i va fer campanya pel càrrec de president, important i beneficiós per la carrera, però va perdre contra Neil Sherlock. El 1986, Johnson va tornar a presentar-se a president, amb l'ajuda de l'estudiant Frank Luntz; aquest cop amb la campanya centrada a apel·lar els votants més enllà de la base de suport de classe alta emfatitzant la seva imatge i traient importància a les seves connexions conservadores. Esperant obtenir el seu vot, Johnson es va associar a grups afiliats al centrista Partit Socialdemòcrata i al Partit Liberal. Luntz al·legaria que Johnson s'havia presentar com a seguidor del Partit Socialdemòcrata durant la campanya, cosa que Johnson digué no recordar. Johnson va guanyar les eleccions però el seu mandat no fou especialment distingit o memorable i hi va haver dubtes sobre la seva competència i serietat. Finalment, Johnson va rebre una nota de notable a la carrera, i va estar profundament insatisfet de no rebre un excel·lent.

## Inicis de la seva carrera

### The TimesiThe Daily Telegraph: 1987-1994
El setembre de 1987, Johnson i Mostyn-Owen es van casar a West Felton (Shropshire), amb un duet de violí i viola tocant Allegra e Boris, música composta expressament per la boda per Hans Werner Henze. Després de passar la lluna de mel a Egipte, es van mudar a West Kensington (Londres) quan Johnson va començar a treballar a la consultaria de gestió L.E.K Consulting, d'on dimitiria al cap d'una setmana. A través de connexions familiars, a finals de 1987 va començar a treballar com a graduat a The Times. Es va generar un escàndol quan es va descobrir que Johnson havia escrit un article sobre la descoberta arqueològica del palau d'Eduard II pel diari inventant-se unes declaracions de Colin Lucas, padrí seu. Quan se n'assabentà l'editor, Charles Wilson, va ser acomiadat.
Johnson va trobar feina a The Daily Telegraph, l'editor del qual, Max Hastings, havia conegut durant la seva presidència de l'Oxford Union. Els seus articles estaven dirigits als lectors "Middle England" conservadors, de classe mitjana; i eren coneguts pel seu estil literari diferent, curull de paraules i expressions clàssiques i referint-se als lectors com a "amics meus". A principis de 1989, Johnson va esdevenir corresponsal del diari a la Comissió Europea, a la delegació de Brussel·les, fins al 1994.

### Comentarista polític: 1994-1999
Un altre cop a Londres, Hasting va rebutjar la sol·licitud de Johnson de fer-lo reporter de guerra, promovent-lo en comptes a la posició d'editor assistent i columnista polític en cap. La columna de Johnson va ser lloada per ser ideològicament eclèctica i escrita distintivament, cosa que li va fer guanyar el guardó de comentarista de l'any als guardons What the Papers Say. El seu estil va ser condemnat per alguns crítics com a dogmàtic; en diverses columnes va fer servir les paraules "negrets" i "somriures de meló" per referir-se a africans, va defensar el colonialisme europeu a Uganda i es va referir als homes gais com a "bombons amb cisterna".

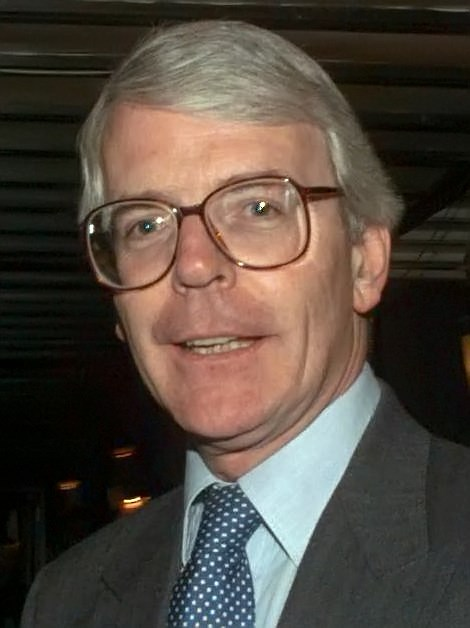
Al primer ministre conservador John Major no li agradava Johnson i va considerar vetar la seva candidatura com a conservador.

Considerant una carrera política, el 1993 Johnson va expressar el seu desig de presentar-se com a candidat conservador per a ser membre del Parlament Europeu (MPE) a les eleccions europees de 1994. Andrew Mitchell va convèncer Major de no vetar-li la candidatura, però Johnson no va aconseguir trobar cap circumscripció. Subseqüentment, va centrar-se en obtenir un escó a la Cambra dels Comuns. Després de ser rebutjat com a candidat conservador per Holborn and St. Pancras, va ser elegit candidat per Clwyd South, al nord de Gal·les, en aquell temps feu laborista. Després de fer-hi campanya durant sis setmanes, obtingué 9.091 vots (23%) a les eleccions generals de 1997, i va perdre contra el candidat laborista.
El juny de 1995 va esclatar un escàndol quan una gravació del 1990 d'una conversa telefònica entre Johnson i el seu amic Darius Guppy es va fer pública. Guppy l'hi deia que les seves activitats criminals relacionades amb frau d'assegurança estaven sent investigades pel periodista de News of the World Stuart Collier, i va demanar-li que li donés l'adreça privada de Collier, ja que pretenia que aquest últim fos agredit fins al punt de "tenir un parell d'ulls de vellut i una costella trencada o alguna cosa així". Johnson va acceptar donar-li la informació, encara que va expressar preocupació per poder ser relacionat amb l'atac. Quan es va publicar la conversa telefònica el 1995, Johnson va afirmar que no havia acabat acceptant el que li demanava Guppy. Hasting el va renyar però no el va acomiadar.
Johnson va obtenir una columna regular al The Spectator, publicació germana del The Daily Telegraph, que atreia crítiques mixtes i que es considerava precipitat. El 1999, també va obtenir una columna valorant nous cotxes a la revista GQ. El seu comportament disgustava els editors; els de GQ estaven frustrats pel gran nombre de multes d'aparcament que rebia Johnson mentre provava els cotxes, mentre que al The Telegraph i al The Spectator entregava consistentment tard els seus texts, cosa que feia que el personal s'hagués de quedar fins tard; alguns explicaven que si continuaven endavant i publicaven la revista sense incloure-hi la feina de Johnson, s'enfadava i els cridava paraulotes.
L'aparició de Johnson l'abril de 1998 en un episodi del programa d'actualitat satírica de la BBC Have I Got News for You li portà fama nacional per la seva imatge de classe alta maldestra, que era vista com a molt entretinguda per la gran audiència del programa. Va tornar-hi a ser invitat en més episodis, fins i tot com a presentador invitat. Després d'això, va passar a ser reconegut al carrer per la gent, i va ser invitat a més programes de televisió com ara Top Gear, Parkinson, Breakfast with Frost, i el programa polític per excel·lència Question Time.

### The Spectatori parlamentari per Henley: 1999-2008
El juliol de 1999, Conrad Black, propietari de The Daily Telegraph i de The Spectator, va oferir-li ser editor de The Spectator a canvi que abandonés les seves aspiracions parlamentàries, la qual cosa Johnson acceptà. Mentre que va mantenir la línia editorial tradicional de dretes, Johnson va acceptar contribucions d'escriptors i dibuixants d'esquerres. Durant aquesta etapa, la circulació de la revista va augmentar un 10% fins a 62.000 exemplars i va començar a generar beneficis. També va rebre crítiques, alguns deia que The Spectator evitava assumptes seriosos, mentre que els companys de feina estaven molests ja que normalment no anava a l'oficina, reunions i esdeveniments. També va guanyar una reputació com a molt comentarista polític ja la revista feia prediccions polítiques incorrectes, i va ser durament criticat, fins i tot pel seu sogre Charles Wheeler, per permetre que el columnista de The Spectator Taki Theodoracopulos publiqués contingut racista i antisemita a la revista.

#### Primera legislatura
Després de la jubilació de Michael Heseltine, Johnson va decidir presentar-se pel partit conservador per Hensley, una circumscripció conservadora d'Oxfordshire. A les eleccions generals de 2001 va ser elegit parlamentari per Henley, amb una majoria de 8.500 vots.
Després de la dimissió de William Hague com a líder del partit conservador, Johnson va donar suport a la candidatura de Kenneth Clarke, ja que el veia com a l'únic capaç de guanyar les eleccions generals. Ian Duncan Smith va ser elegit líder del partit. Johnson tenia una relació tensa amb Duncan Smith, i The Spectator va ser crític amb el seu lideratge. Duncan Smith va deixar de ser líder el novembre de 2003 i va ser substituït per Michael Howard. Howard creia que Johnson era el polític conservador més popular entre l'electorat i el va nomenar vicepresident del partit, responsable de supervisar la campanya electoral. Va esdevenir ministre a l'ombra d'art durant el canvi de govern a l'ombra de maig de 2004. A l'octubre, Howard va ordenar a Johnson que es disculpés públicament a Liverpool per publicar un article a The Spectator - escrit anònimament per Simon Heffer - que deia que la gent de la tragèdia de Hillsborough havia contribuït en l'accident i que els de Liverpool tenia una predilecció a dependre de l'estat del benestar.
El novembre de 2004, els tabloides van rebel·lar que Johnson havia tingut una aventura amb la columnista de The Spectator Petronella Wyatt des del 2000, amb dos avortaments. Johnson negà les acusacions. Quan es van demostrar, Howard li va demanar que dimitís de vicepresident del partit i de ministre a l'ombra d'arts per mentir públicament. Johnson s'hi negà i fou cessat d'ambdós càrrecs.

#### Segona legislatura

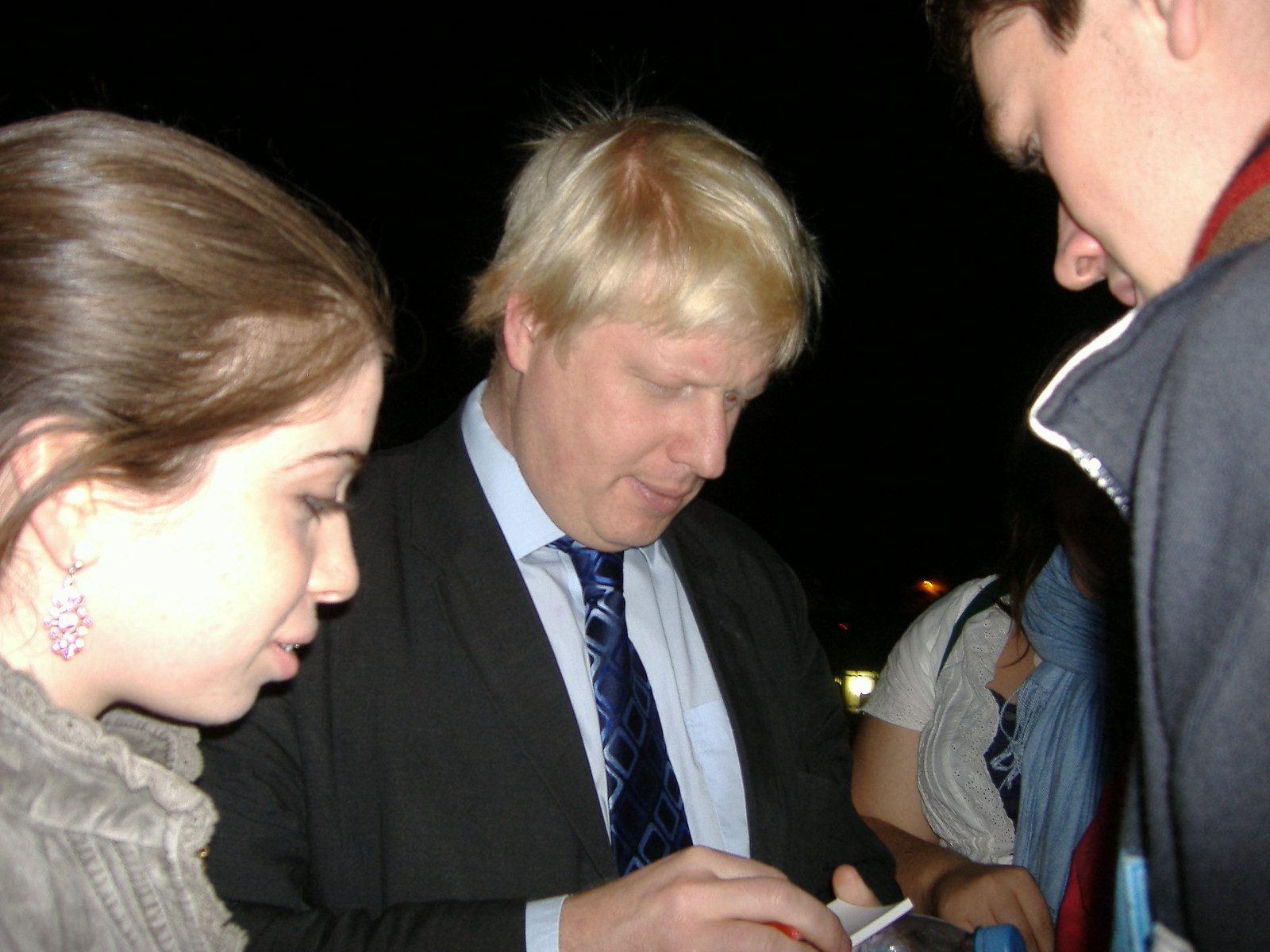
Com a ministre a l'ombra d'educació superior, Johnson va visitar diverses universitats (com a la imatge, a la Universitat de Nottingham el 2006).

A les eleccions generals de 2005, Johnson va ser reelegit com a parlamentari per Henley amb una majoria de 12.793 vots. Els laboristes van guanyar les eleccions i Howard va dimitir com a líder del partit conservador. Johnson va donar suport a Cameron per succeir-lo i quan Cameron va ser escollit líder, Johnson va ser nomenat ministre a l'ombra d'educació superior, reconeixent-ne la popularitat entre els estudiants.
El 2005, el nou executiu en cap de The Spectator, Andrew Neil, el va acomiadar d'editor.

## Alcalde de Londres
El 16 de juliol de 2007 Johnson va anunciar la seva intenció de ser el candidat conservador a les eleccions a l'alcaldia de Londres de 2008. La seva candidatura va ser confirmada pel partit el 27 de setembre i va derrotar per un marge d'1.168.738 vots enfront dels 1.028.966 l'aleshores alcalde laborista Ken Livingstone i va dimitir de la Cambra dels Comuns. Durant el seu primer mandat, va prohibir el consum d'alcohol en la majoria del transport públic de la capital i va implementar els nou busos New Routemaster, el sistema de lloguer de bicicletes i el telefèric del Tàmesi. El 2012 va ser reelegit contra Ken Livingstone. Durant el seu segon mandat, va supervisar els Jocs Olímpics d'Estiu de 2012. El 2015 va ser escollit parlamentari per Uxbridge and South Ruislip, i va dimitir d'alcalde l'any següent.

## Retorn al Parlament
Johnson havia dit inicialment que no tornaria a la Cambra dels Comuns mentre fos alcalde. Després de molta especulació mediàtica, l'agost de 2014 va anunciar que es presentaria pel Partit Conservador per la circumscripció d'Uxbridge and South Ruislip, majoritàriament conservadora, a les eleccions de 2015. Va esdevenir-ne candidat el setembre de 2014. Johnson va ser escollit parlamentari a les eleccions general de maig de 2015. Hi havia hagut especulació que tornava al Parlament perquè volia substituir Cameron com a líder conservador i primer ministre.

### Campanya del Brexit: 2015-2016
El febrer de 2016, Johnson va donar suport a Vote Leave, grup de campanya a favor de la sortida del Regne Unit de la Unió Europea, en el referèndum sobre la permanència a la UE de 2016. Va titllar les advertències de Cameron sobre sortir-ne de "molt exagerades". Després de l'anunci, que els mercats financers van interpretar que faria el Brexit més probable, la lliura esterlina va caure un 2% contra el dòlar, arribant al nivell més baix des del març de 2009.

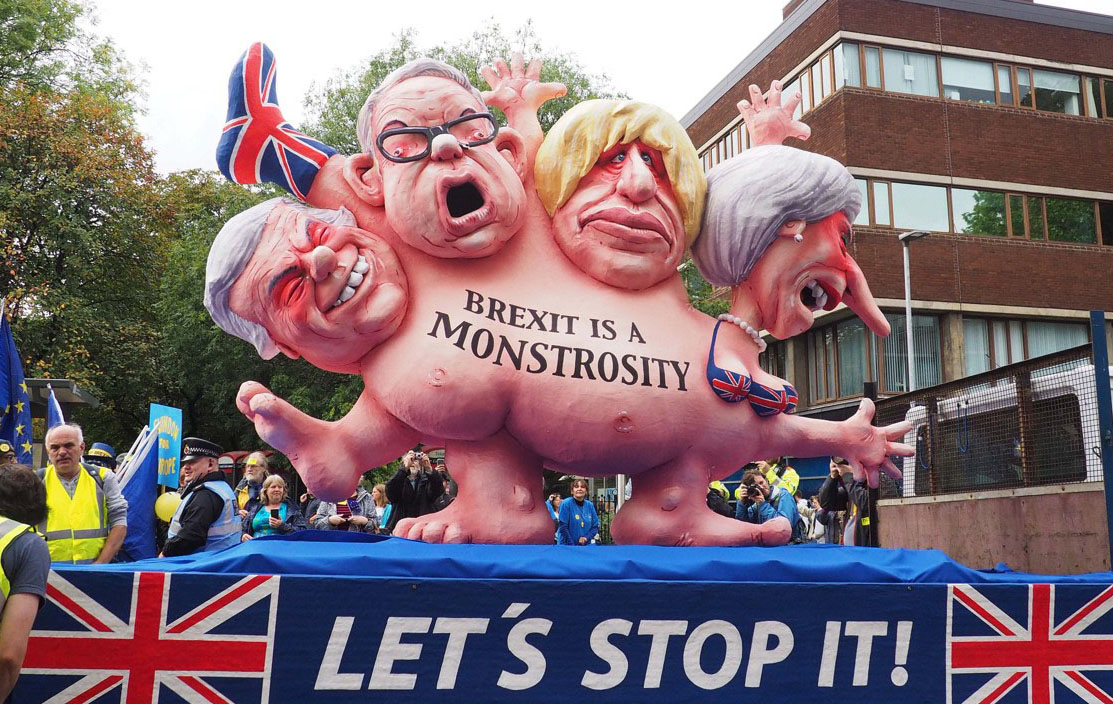
Johnson és un dels quatre parlamentaris conservadors satiritzats en una carrossa creada per activistes contraris al Brexit a Manchester. Els altres són David Davis, Michael Gove i Theresa May.

L'abril de 2016, en un article a The Sun, en resposta a un comentari fet per Barack Obama que el Regne Unit hauria de romandre a la Unió Europea, Johnson va dir que les seves opinions estaven marcades per una "aversió ancestral" cap a la Gran Bretanya a causa dels seus orígens "mig kenyans". Els comentaris van ser qualificats d'"idiòtics" i "profundament ofensius" pel parlamentari conservador Nicholas Soames, i van ser condemnats com a racistes i inacceptables per diversos polítics laboristes i liberal-demòcrates. Una associació d'estudiants de King's College de Londres va revocar-li una invitació a causa d'això. Per altra banda, els seus comentaris van ser defensats tant pel conservador Ian Duncan Smith com pel líder d'UKIP Nigel Farage.
Johnson estava a favor de l'afirmació de Vote Leave que el govern estava compromès amb l'adhesió de Turquia a la Unió Europea a la primera oportunitat possible, en contradicció amb l'opinió de la campanya Britain Stronger in Europe, a favor de romandre a la UE, que Turquia "no és un assumpte de debat en aquest referèndum i no ho hauria de ser". Vote Leave va ser acusada d'insinuar que 80 milions de turcs anirien al Regne Unit en cas de romandre a la UE. En una entrevista el gener de 2019, va dir que no havia mencionat Turquia durant la campanya. El 22 de juny de 2016, Johnson va declarar que el 23 de juny, dia del referèndum, podria ser el "dia de la independència britànica" en un debat televisiu davant de 6.000 espectadors a Wembley Arena. David Cameron, aleshores primer ministre, va referir-se específicament a aquest afirmació afirmant públicament que "la idea que el nostre país no és independent no té sentit. Tot aquest debat demostra la nostra sobirania".
Després de la victòria de l'opció de "Sortir de la UE", Cameron va dimitir com a primer ministre i líder conservador. Es veia Johnson com un dels millor situats per succeir-lo. Johnson va anunciar que no es presentaria a les primàries per elegir líder conservador. Abans Michael Gove, fins aleshores aliat de Johnson, havia dit que Johnson "no pot donar lideratge o construir un equip per la tasca que tenim al davant". The Telegraph va titllar els comentaris de Gove com "l'assassinat polític més espectacular en una generació". Johnson va donar suport a la candidatura d'Andrea Leadsom, però es va retirar de la cursa al cap d'una setmana, per la qual cosa Theresa May va ser elegida sense oposició.

### Secretari d'Afers Exteriors: 2016-2018

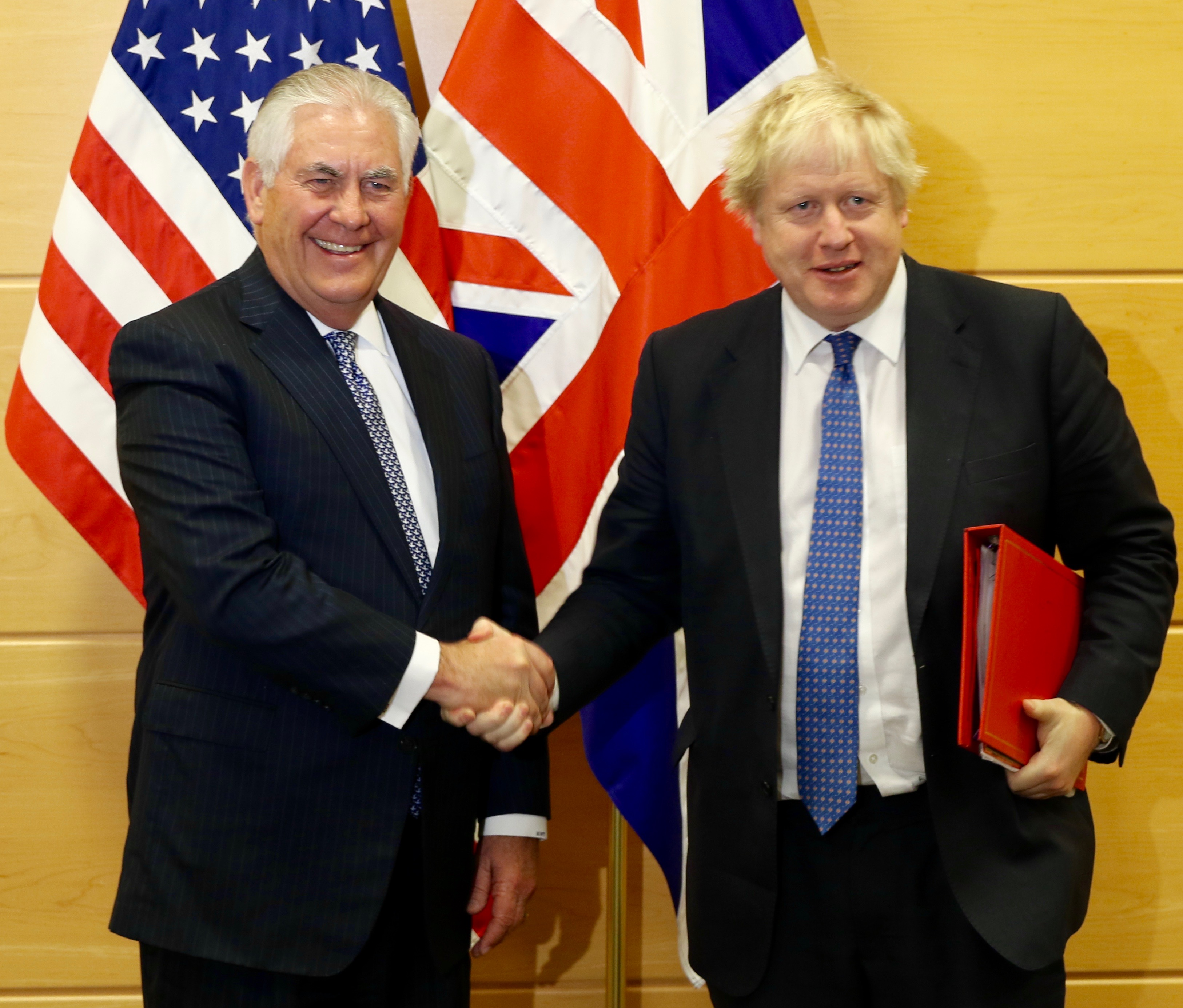
Johnson amb el seu homòleg estatunidenc, el secretari d'estat Rex Tillerson, a la seu de l'OTAN a Brussel·les el 6 de desembre de 2017.

Després que Theresa May esdevingués líder del Partit Conservador i primera ministra, va nomenar Johnson secretari d'Afers Exteriors el juliol de 2016.
El juliol de 2018, tres dies després que el govern es reunís a Chequers per acordar una estratègia pel Brexit, Johnson, així com el ministre pel Brexit David Davis, va dimitir.

### Retorn a parlamentari ras: 2018-2019
En dimitir com a ministre, Johnson va tornar a esdevenir parlamentari ras. El juliol, Johnson va fer un discurs de dimissió en el qual va dir que els ministres "estaven dient una cosa a la UE sobre el que feien i en pretenien una altra davant l'electorat" i que "encara no és massa tard per salvar el Brexit. Tenim temps en les negociacions. Hem canviat de rumb un cop i ho podem tornar a fer".

### Primàries conservadores de 2019

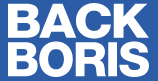
Logo de la campanya de Johnson pel lideratge dels conservadors.

El 16 de maig de 2019, Johnson va confirmar que es presentaria a les següents primàries conservadors després de la dimissió de Theresa May. En una entrevista a principis de juny, abans de visitar el Regne Unit, el president dels EUA Donald Trump va dir: "crec que en Boris faria una molt bona feina" sent primer ministre.
Després de la dimissió de May el 7 de juny, Johnson va anunciar formalment la seva campanya al cap de cinc dies, dient que "després de tres anys i dos terminis expirats, hem de sortir de la UE el 31 d'octubre. Ho podem fer millor que l'actual acord de sortida que ha estat rebutjat tres vegades pel Parlament—i vull deixar clar que no busco una sortida sense acord. No crec que acabi passant una cosa així. Però només és responsable preparar-se vigorosament i seriosa per una sortida sense acord. De fet, és sorprenent que algú suggereixi no utilitzar aquesta eina de negociació".Durant la campanya, Johnson va advertir de "conseqüències catastròfiques per la confiança dels votants en la política" si el govern demanava més pròrrogues a la UE. Va defensar eliminar el "backstop" de qualsevol acord pel Brexit i substituir-lo per altres alternatives. El 25 i 26 d'agost va anunciar que volia retenir 7 o 9 mil milions de lliures del pagament total de 39 mil milions que el Regne Unit havia de fer a la UE en sortir-ne.
El termini de votació dels militants va acabar el 22 de juliol, i el resultat es va anunciar el 23 de juliol. Johnson va ser elegit líder amb 92.153 vots (66%) contra els 46.656 vots (34%) de Jeremy Hunt.

## Primer ministre del Regne Unit
El 24 de juliol de 2019, l'endemà de l'elecció de Johnson com a líder del Partit Conservador, la reina Elisabet II acceptà la dimissió de Theresa May i nomenà Johnson primer ministre. Johnson esdevingué el segon primer ministre nascut fora de les Illes Britàniques, després del també conservador Andrew Bonar Law. Johnson nomenà Dominic Cummings, amb qui havia treballar a la campanya Vote Leave, assessor sènior.

### Gabinet

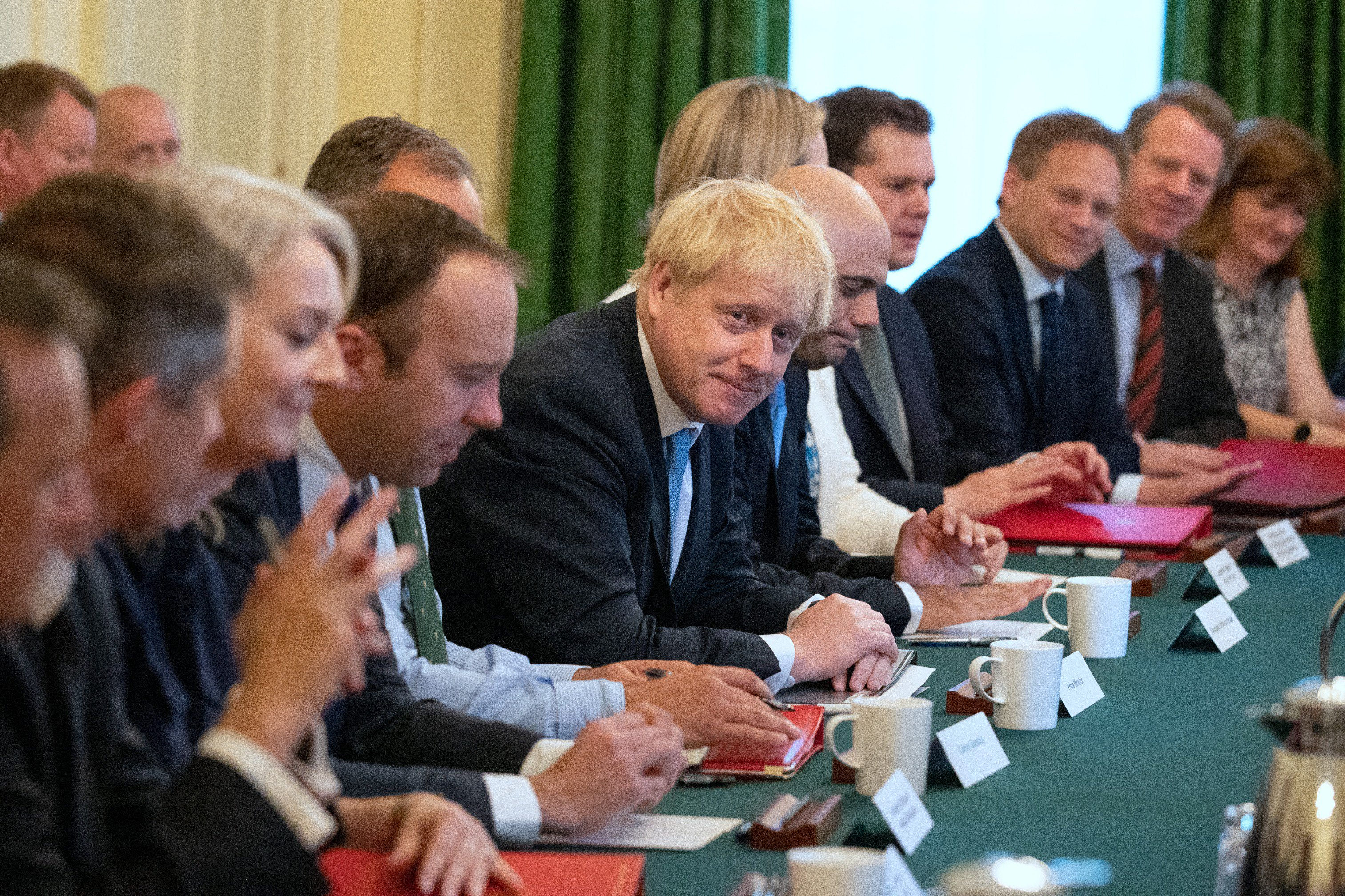
Johnson celebrant la primera reunió del seu govern al 10 de Downing Street, 25 de juliol de 2019.

Johnson va nomenar els membres del seu govern el 24 de juliol de 2019. Mentre formava el govern va acomiadar onze ministres sèniors i va acceptar-ne la dimissió de sis altres. El canvi de govern va ser el més extensiu sense haver-hi canvi de partit de govern en la història política britànica de post-guerra, excedint els set ministres acomiadats el 1962.
Entre d'altres, Johnson va fer Dominic Raab primer secretari d'Estat i secretari d'afers exteriors i va nomenar Sajid Javid i Priti Papel com a ministre d'hisenda i ministra d'interior, respectivament. Johnson va incrementar el número de ministres assistents al gabinet a 33, quatre més que al govern de May. Un quart dels membres eren dones i es va marcar un nou rècord de representació de minories ètnies, amb quatre secretaries d'Estat i dos ministres addicionals. Gairebé dos terços dels nominats van anar a l'escola privada i gairebé la meitat van anar a Oxbridge. Johnson també va crear un nou càrrec ministerial ocupat per ell mateix, ministre per la Unió, complint la promesa de campanya que havia fet durant les primàries conservadores.

### Política respecte el Brexit

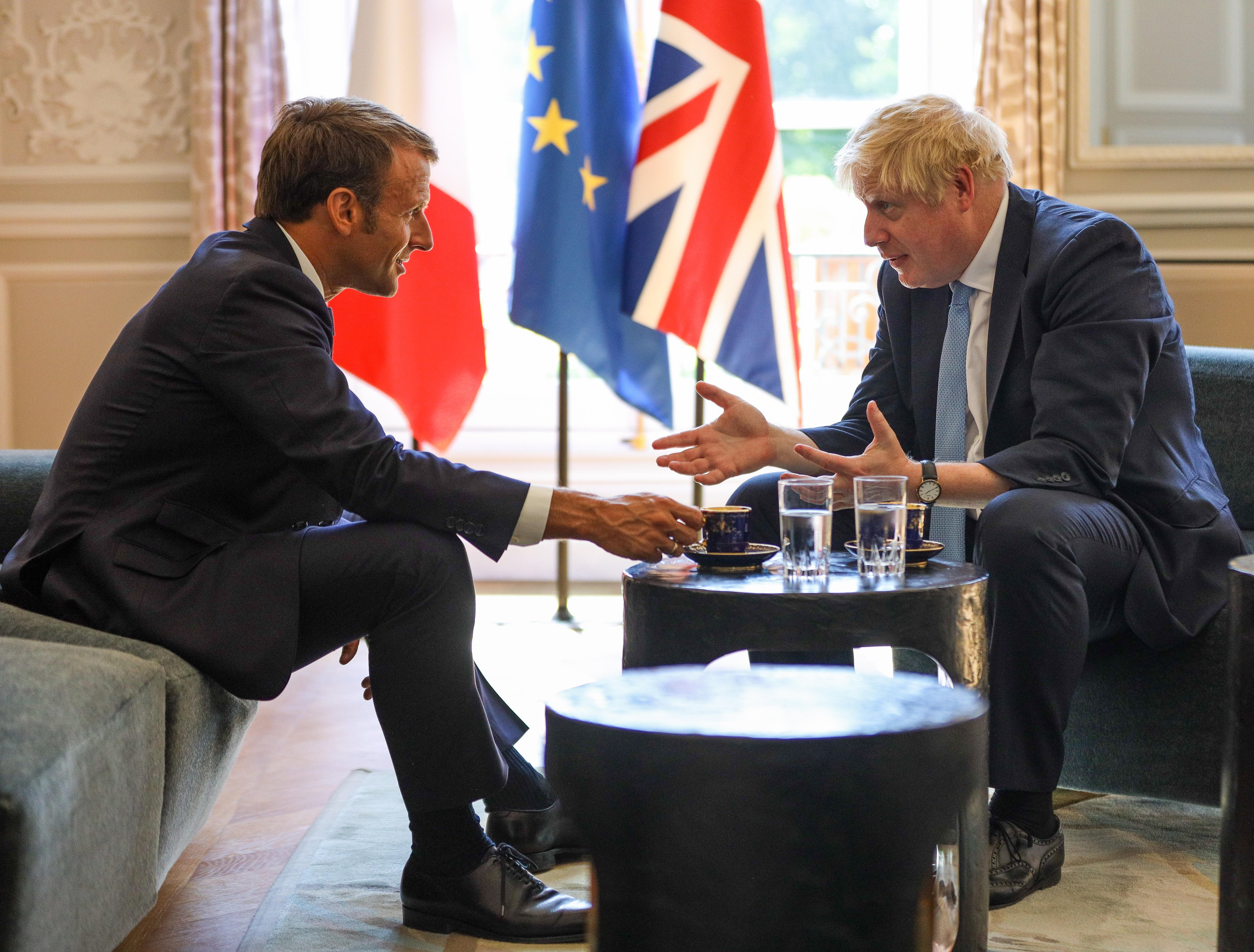
Johnson parlant del Brexit amb el president francès Emmanuel Macron a París.

En el seu primer discurs en el càrrec, Johnson prometé que el Regne Unit sortiria de la Unió Europea el 31 d'octubre de 2019 amb o sense acord. El govern va gastar 2,1 mil milions de lliures en les preparacions del Brexit previst el 31 d'octubre, incloent-hi publicitat massiva.
El 28 d'agost de 2019, Johnson va demanar a la reina que prorrogués el Parlament a partir del 10 de setembre, la qual cosa reduiria el temps del Parlament per bloquejar un Brexit sense acord. La reina va aprovar la pròrroga al Consell Privat aquell mateix dia, que començaria el 10 de setembre i duraria fins al 14 d'octubre. Alguns han suggerit que la pròrroga era com un autocop d'estat, i el 31 d'agost de 2019 hi hagueren protestes en pobles i ciutats de tot el Regne Unit. El dia 2 de setembre ja hi havia tres casos judicials separats contra l'acció de Johnson estaven en progrés o programats, i l'11 de setembre tres jutges escocesos van dictar que la pròrroga era il·legal. El 12 de setembre Johnson va negar mentir a la reina sobre la pròrroga, mentre un tribunal de Belfast va negar que els plans del Brexit tinguessin repercussions negatives en el procés de pau d'Irlanda del Nord. El 24 de setembre, la Cort Suprema va dictar que la pròrroga era il·legal i es declarà nul·la i de no-efecte.
El 3 de setembre de 2019, Johnson va anunciar que convocaria eleccions sota la Fixed-term Parliaments Acts després que l'oposició i rebels conservadors votessin en contra que el govern es fes amb el control de l'ordre del dia del parlament amb la intenció de prevenir una sortida sense acord. Malgrat l'oposició governamental, una llei per bloquejar una sortida sense acord va ser aprovada a la cambra dels Comuns el 4 de setembre, cosa que va fer que Johnson proposés eleccions pel 15 d'octubre. La moció va ser rebutjada ja que no va aconseguir el suport de dos terços de la Cambra dels Comuns.

### Plans de despesa
Poc després d'esdevenir primer ministre, el govern de Johnson va anunciar un increment en la despesa del sector públic. En concret, es va anunciar que es contractarien 20.000 nous oficials de policia, que la implementació de la banda ampla s'acceleraria, que el finançament per alumne augmentaria fins a 5.000 lliures pel cap baix i que 1.800 milions de lliures anirien a millorar i construir hospitals. Mil milions de lliures pels hospitals provenien de diners que els proveïdors de l'NHS havien estalviat els tres anys anteriors. Sajid Javid va anunciar que la revisió de la despesa s'avançaria al mes de setembre. Javid va dir que ho feia perquè els departament tinguessin llibertat per preparar-se per la data prevista del Brexit, el 31 d'octubre de 2019 però es va especular que aquest increment era per guanyar popularitat en previsió d'unes possibles eleccions la tardor de 2019.

### Política exterior

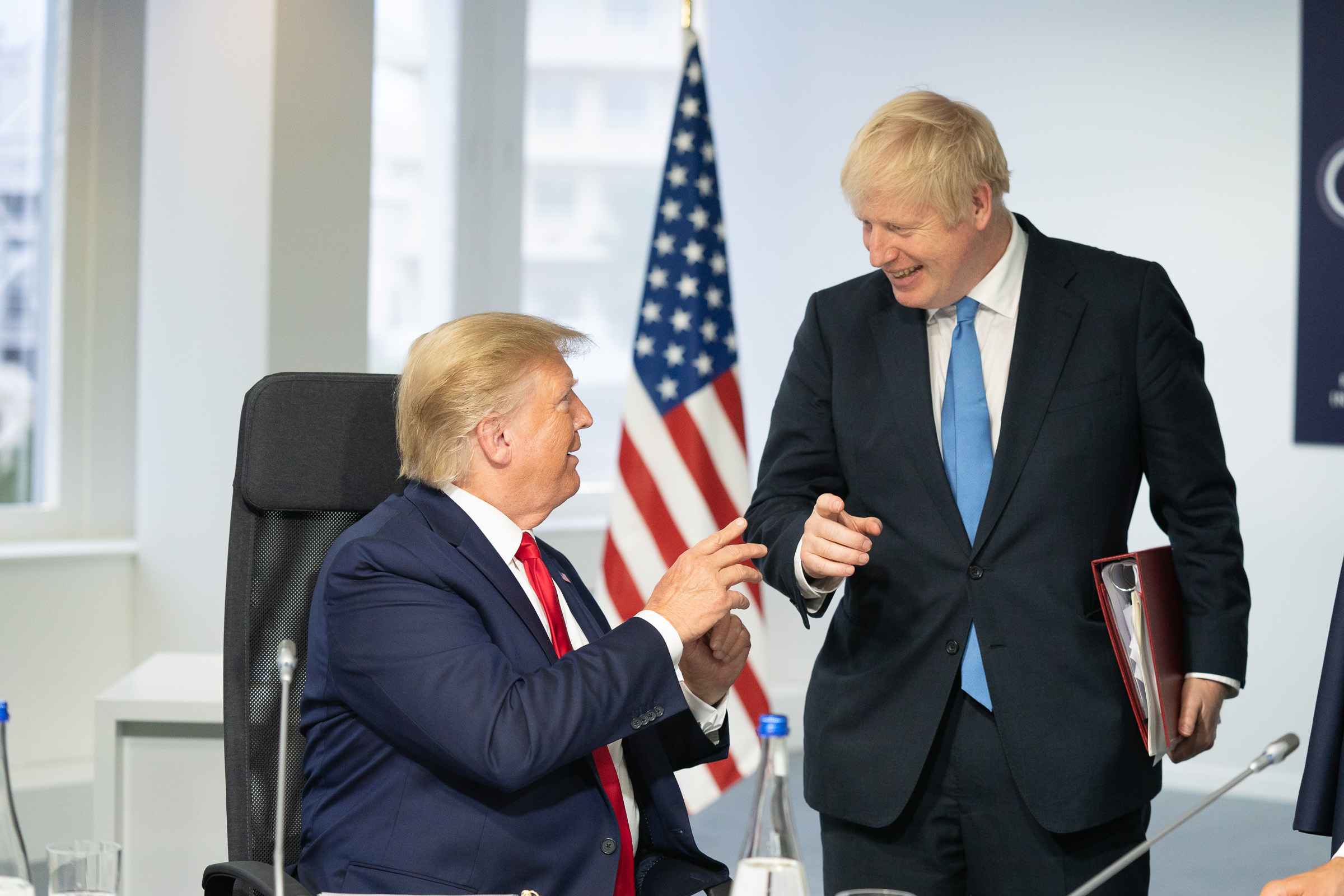
Johnson amb el president dels Estats Units Donald Trump a la cimera del G7 a Biarritz el 26 d'agost de 2019.

Johnson digué que el seu govern seria molt "pro-Xina" en una entrevista amb el canal hongkonguès Phoenix TV. Expressà el seu suport a la inversió en infraestructures del president xinès Xi Jinping, la Iniciativa del Cinturó i Ruta de la Seda i prometé que el Regne Unit continuaria essent "l'economia més oberta d'Europa" per les inversions xineses.
Es va posicionar a favor de l'acord de lliure comerç entre la Unió Europea i Mercosur, que crearia una de les zones de lliure comerç més grans del món.

### Pèrdua de la majoria al Parlament
El 3 de setembre de 2019, Phillip Lee, en un acte de transfuguisme polític, va esdevenir membre dels liberal-demòcrates després de desacords amb la política del Brexit de Johnson. Això va fer que el govern perdés la majoria a la Cambra dels Comuns. Aquell mateix dia, 21 parlamentaris conservadors, incloent-hi els antics ministres d'hisenda Kenneth Clarke i Philip Hammond, i Nicholas Soames, besnet del primer ministre Winston Churchill, van ser expulsats del partit per desafiar les ordres del partit en votant a favor d'una proposta de l'oposició. El 29 d'octubre, deu ex-ministres conservadors van poder tornar al partit.
El 5 de setembre de 2019, el germà de Johnson, Jo Johnson, va dimitir del govern i va anunciar que també dimitiria de diputat, ja que es trobava en la tesidura d'escollir "entre família i interès nacional". Dos dies més tard, Amber Rudd va dimitir de secretària d'Estat de Treball i Pensions i del partit, i va descriure l'expulsió dels parlamentaris del dia 3 de setembre com un "assalt a la decència i a la democràcia".

### Eleccions generals de 2019
El Parlament va prorrogar la sortida de la UE fins al dia 31 de gener de 2020. L'octubre de 2019 es va dissoldre el Parlament i es van convocar eleccions pel 12 de desembre. El Partit Conservador va guanyar amb el marge més ampli des de 1987, amb una majoria de 80 escons. El seu partit va guanyar amb el 43,4% del vot, un creixement de l'1,2%, enfront dels laboristes, que obtingueren un 32,6% dels sufragis, una caiguda del 7,9%.

### Sortida del Regne Unit de la Unió Europea

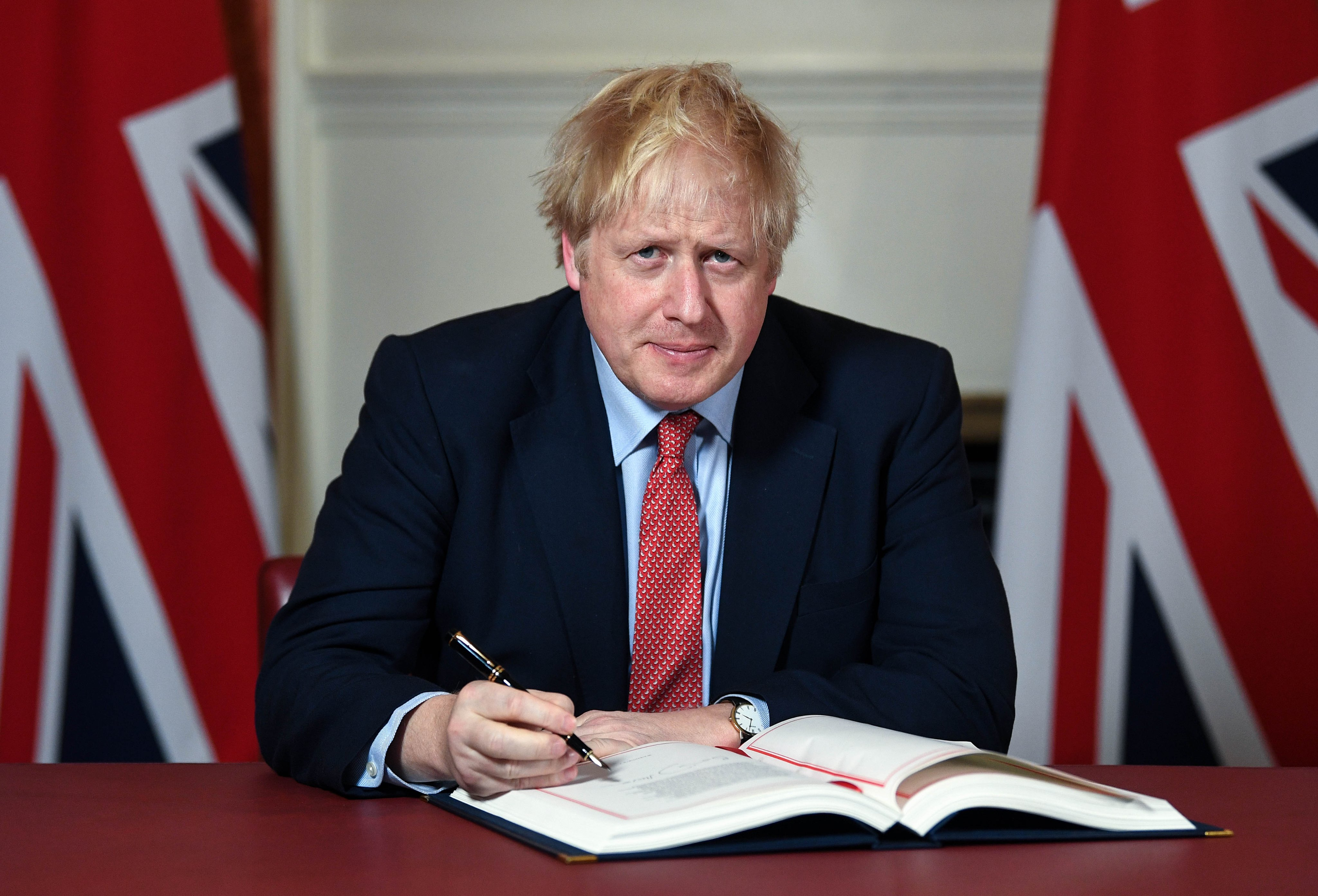
Boris Johnson signant l'acord de sortida del Regne Unit de la Unió Europea pel dia 31 de gener de 2020.

El dia 18 de gener, Johnson va anunciar els plans de celebració a Downing Street del dia del Brexit i la moneda commemorativa que entraria en circulació aquell dia.
El dia 22 de gener, el Parlament va aprovar la llei per implementar l'acord de sortida. El 24 de gener els líders europeus la van signar a Brussel·les així com Johnson la va signar a Downing Street. El 29 de gener la llei va ser ratificada al Parlament Europeu per 621 vots a favor i 49 en contra. El Regne Unit va sortir de la Unió Europea a les 23:00 (hora britànica) del 31 de gener de 2020.

### COVID-19
La pandèmia per coronavirus de 2020 va esdevenir una crisi seriosa mesos després que Johnson guanyés les eleccions. El 23 de març de 2020, va emetre una ordre de confinament a casa a tot el Regne Unit, que ordenava a la gent no sortir de casa excepte per algunes finalitats limitades.
El 27 de març, es va anunciar que Johnson havia donat positiu a una prova de COVID-19. El 5 d'abril, amb símptomes persistents, Johnson va ser admès a l'hospital Saint Thomas de Londres per sotmetre's a proves. Malgrat que es va admetre que havia sofert símptomes persistents durant deu dies, el 6 d'abril es va anunciar que romandria al capdavant del govern i que estava "en bon estat d'ànim". No obstant, aquell vespre va ser ingressat a la unitat de cures intensives després d'empitjorar, i Downing Street va declarar que era un moviment de precaució en cas que necessités un respirador i que romania conscient. Dominic Raab va diputar en nom seu. El 9 d'abril va sortir de la unitat de cures intensives, i al cap de tres dies, el 12 d'abril, va ser donat d'alta de l'hospital per anar a recuperar-se a Chequers. Després d'una quinzena a Chequers, va tornar a Downing Street el vespre del 26 d'abril i es va informar que presidia una reunió del «gabinet de guerra» del govern sobre el coronavirus.
Després de les crítiques que va rebre el seu assessor polític en cap, Dominic Cummings, que va fer un viatge a Durham amb la seva família durant el confinament mentre patia del virus de manera lleu, tant Cummings com Johnson van rebutjar les peticions perquè Cummings dimitís.

### Partygate, dimissió
Va definir un pla per enviar sol·licitants d'asil i immigrants il·legals a Ruanda per ser processats.
Johnson va dimitir el 7 de juliol del 2022 per l'escàndol polític que va suposar el Partygate, sobre festes i altres reunions del personal del govern i del Partit Conservador celebrades durant la pandèmia de COVID-19 el 2020 i 2021, quan les restriccions de salut pública van prohibir la majoria de les reunions, i en 2023 va dimitir com a diputat.

## Vida personal
Johnson tenia la doble nacionalitat del Regne Unit i dels Estats Units, ja que va néixer a la ciutat de Nova York de pares anglesos. El 2014, Johnson va admetre que tenia una disputa legal amb els EUA per taxes relacionades amb una propietat heretada al Regne Unit, que va acabar pagant. El febrer de 2015 va anunciar que tenia la intenció de renunciar la ciutadania estatunidenca per demostrar la seva lleialtat al Regne Unit, cosa que va fer el 2016. Johnson sap francès, italià, alemany, espanyol i llatí, que el fa servir sovint en cites clàssiques tant a les seves columnes periodístiques com en els seus discursos. La seva pel·lícula preferida és El padrí, ja que "hi ha múltiples assassinats per venjança al final".
El 2007, Johnson va dir que havia fumat cànnabis abans d'anar a la universitat. També va afirmar haver fet servir cocaïna.
És besnet del polític otomà Ali Kemal.
El 2019, Johnson vivia amb Carrie Symonds; la filla de Matthew Symonds, fill del co-fundador del diari The Independent John Beavan i l'advocada Josephine McAfee. Symonds havia treballat pel partit conservador des del 2009 i havia treballat en la campanya de reelecció de Johnson de 2012. El 29 de febrer de 2020, Johnson i Symonds van anunciar que estaven promesos i que esperaven un fill a principis d'estiu. El seu fill, Wilfred Lawrie Nicholas Johnson, va néixer a Londres el 29 d'abril de 2020.